# Louise Lombard
Louise Lombard, właśc. Louise Maria Perkins (ur. 13 września 1970 w Londynie) – brytyjska aktorka filmowa i telewizyjna.

## Filmografia
| Rok       | Tytuł                             | Rola                        | Uwagi                                  |
| --------- | --------------------------------- | --------------------------- | -------------------------------------- |
| 1989      | Bezimienni                        | Kristina                    | film telewizyjny                       |
| 1989      | Capital City                      | Louise                      | 4 odcinki                              |
| 1990      | The Bill                          | Susan Peterfield            | odcinek Yesterday, Today, Tomorrow     |
| 1990      | Perfect Scoundrels                | Alice                       | odcinek Sweeter Than Wine              |
| 1990      | Na sygnale                        | Clare Jameson               | odcinek All’s Fair                     |
| 1991      | The Black Velvet Gown             | Lucy Gallmington            | film telewizyjny                       |
| 1991      | Bergerac                          | Clarissa Calder             | odcinek Snow in Provence               |
| 1991      | Chancer                           | Anna                        | 7 odcinków                             |
| 1991-1994 | The House of Eliott               | Evangeline Eliott           | 34 odcinki                             |
| 1992      | Angels                            | Lucy                        | film telewizyjny                       |
| 1993      | Shakers                           |                             | film telewizyjny                       |
| 1996-1997 | Bodyguards                        | Liz Shaw                    | 7 odcinków                             |
| 1999      | Estera                            | Estera                      | miniserial                             |
| 2000      | Metropolis                        | Charlotte                   | miniserial                             |
| 2003      | War Stories                       | Gayle Phelan                | film telewizyjny                       |
| 2003      | Second Nature                     | dr Harriet Fellows          | film telewizyjny                       |
| 2004-2011 | CSI: Kryminalne zagadki Las Vegas | Sofia Curtis                |                                        |
| 2007      | Judy’s Got a Gun                  | Judy Lemen                  | film telewizyjny                       |
| 2008      | Kiss of Death                     | Kay Rousseu                 | film telewizyjny                       |
| 2009      | Agenci NCIS                       | agentka specjalna Lara Macy | odcinki Legend: Part 1 Legend: Part 2  |
| 2010      | Miami Medical                     | Karen                       | odcinek All Fall Down                  |
| 2010      | Gwiezdne wrota: Wszechświat       | Gloria Rush                 | 4 odcinki                              |
| 2012      | Rogue                             | Wendy Hollingsworth         | film telewizyjny                       |
| 2012      | Mentalista                        | Dean Nora Hill              | odcinek His Thoughts Were Red Thoughts |
| 2012      | Dripping in Chocolate             | Juliana Lovece              | film telewizyjny                       |
| 2013      | The Selection                     | królowa Amberly             | niewyemitowany pilot                   |
| 2014      | Przeznaczeni                      | Saroya                      | 4 odcinki                              |
| 2014      | Grimm                             | Elizabeth Lascelles         | 4 odcinki                              |